# Aleksandar Smiljanić
Aleksandar Smiljanić (in serbo Александар Смиљанић?; Sremska Mitrovica, 8 marzo 1976) è un ex cestista e dirigente sportivo serbo.

## Carriera
Con la Jugoslavia universitaria ha disputato le Universiadi di Pechino 2001.

## Palmarès

### Giocatore
- YUBA liga: 1

Partizan Belgrado: 2005-06
- Coppa di Jugoslavia: 1

FMP Železnik: 1997